# Rodzina rakiet H-II

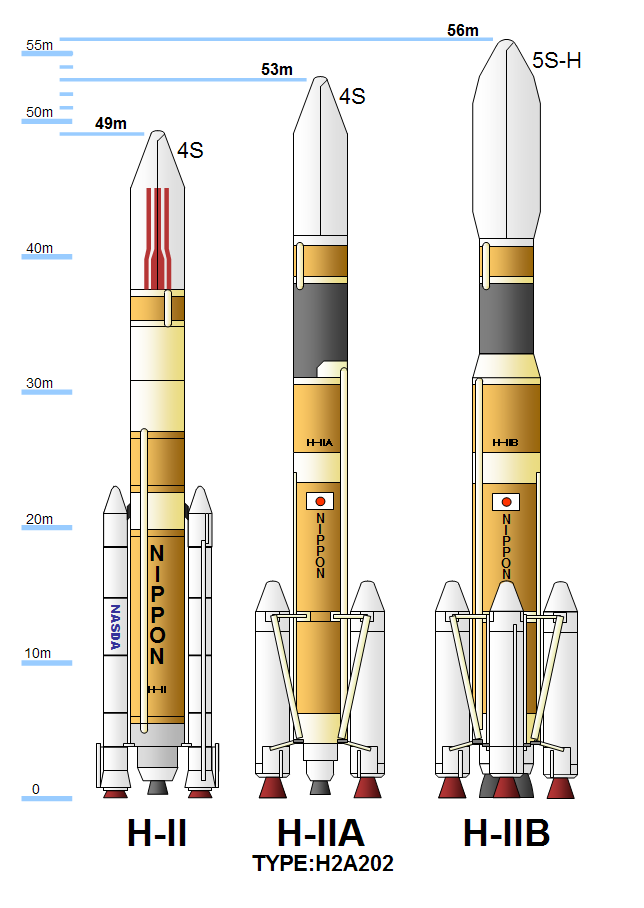
Rodzina rakiet H-II

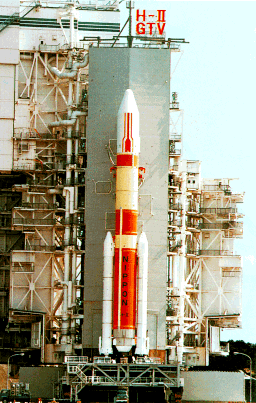
Rakieta H-II

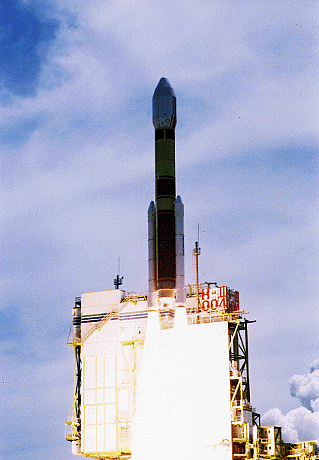
Start rakiety H-II z satelitą ADEOS-1 (sierpień 1996)

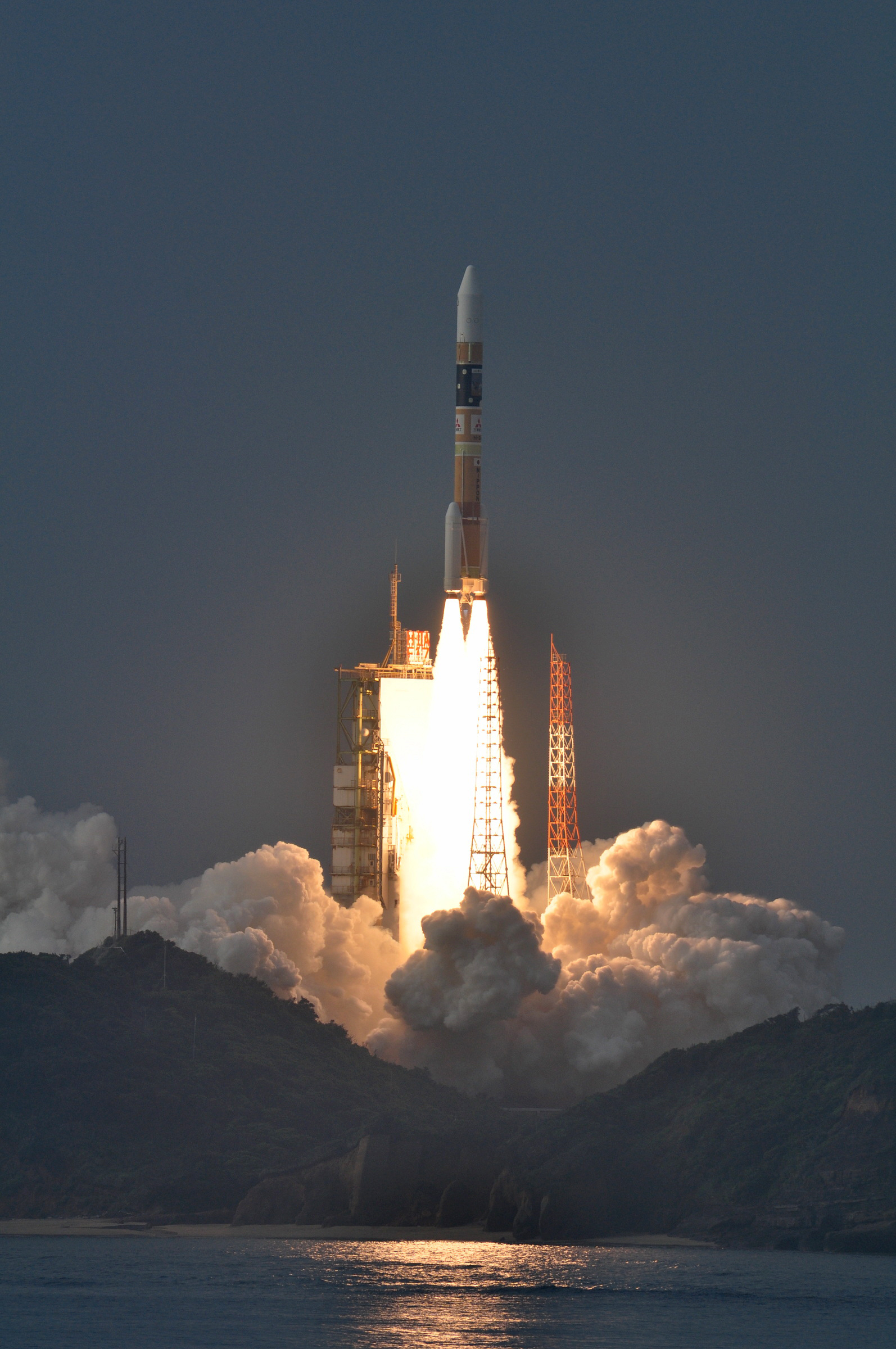
Start H-IIA z sondą Akatsuki (maj 2010)

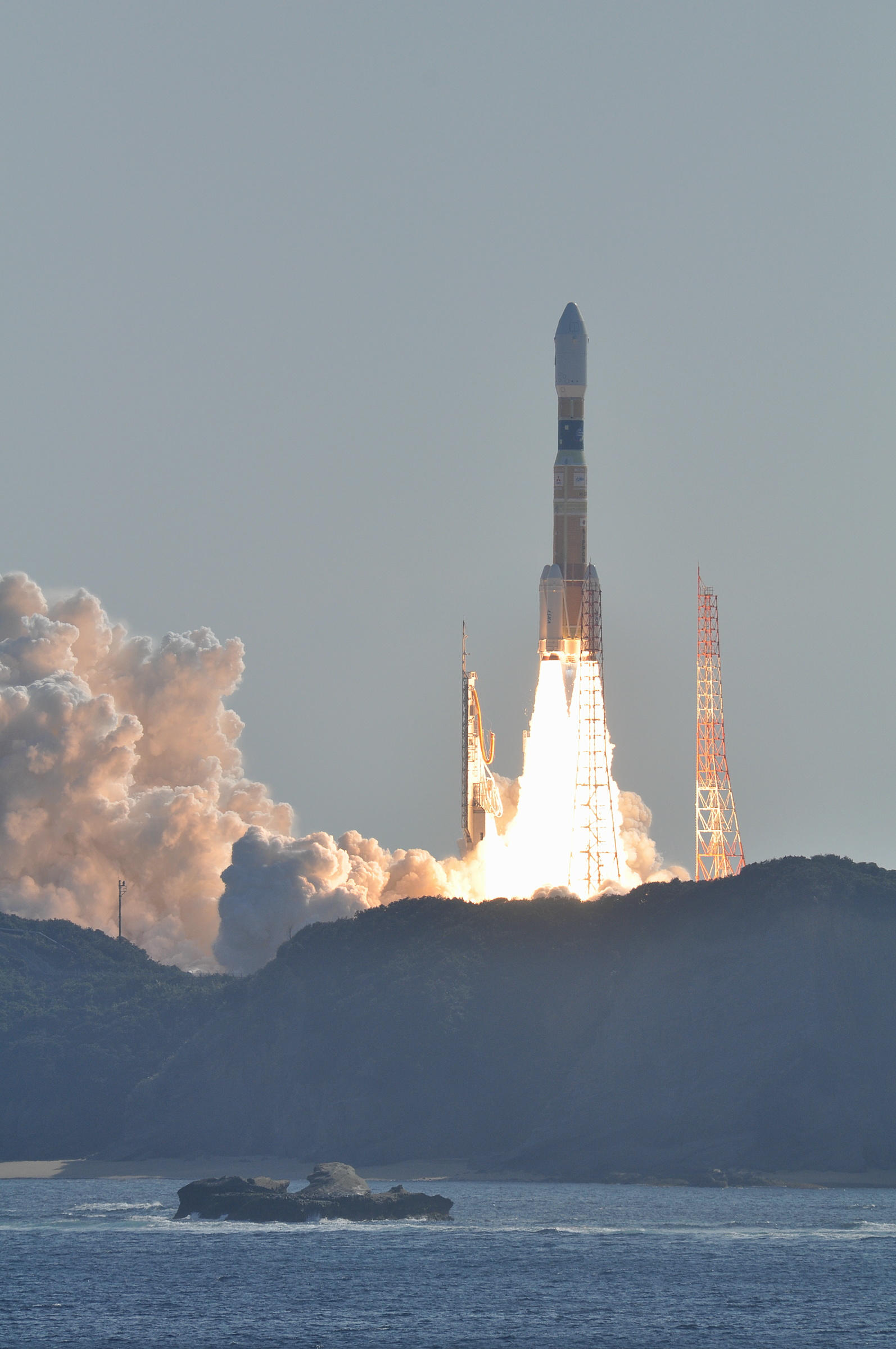
Start H-IIB z pojazdem Kounotori 2 (styczeń 2011)

H-II – rodzina japońskich transportowych rakiet kosmicznych jednokrotnego użytku.
H-II to dwustopniowa rakieta nośna z silnikiem rakietowym na paliwo stałe.

## Rakiety H-II
Rakieta H-II to projekt z wczesnych lat 90. XX wieku powstały na bazie rakiety H-I. Z powodu błędów konstrukcyjnych i wysokich kosztów, szybko porzucony.

## Rakiety H-IIA
Rakieta H-IIA zastąpiła poprzednią wersję – H-II.

## Rakiety H-IIB
Rakieta H-IIB, której długość wynosi 56 metrów, a średnica 5,2 metra, została skonstruowana na bazie swej słabszej poprzedniczki H-IIA, wspólnie z japońską agencją kosmiczną, JAXA. Koszt budowy nowej japońskiej rakiety wynosił 41 miliardów jenów (450 mln USD).
Specyfikacja i osiągi H-IIB (za en wikiepedią):
- Wysokość – 56 m
- Średnica – 5,2 m (1 stopień)
- Masa 260 000 kg
- Nośność ładunkowa na GTO 8000 kg
- Nośność ładunkowa do ISS 16 500 kg (tyle mniej więcej waży HTV)
- Nośność na LEO 19 000 kg
- Liczba stopni: 2 (paliwo to ciekły wodór i tlen)
- 4 boostery SRB-A
- Silnik pierwszego stopnia: 2 x LE-7A
- Silnik drugiego stopnia: LE-5B

## Niektóre udane loty
- 14 grudnia 2002 rakieta H-IIA wyniosła na orbitę satelitę ADEOS-2.
- 16 września 2007 rakieta H-IIA wyniosła japońską sondę księżycową Kaguya (SELENE).
- 23 stycznia 2009 rakieta H-IIA o numerze 15 wyniosła na pokładzie satelitę Ibuki.
- 10 września 2009 rakieta H-IIB – pierwszy lot tej wersji, wyniesienie statku transportowego HTV.

Rakieta nośna H-I
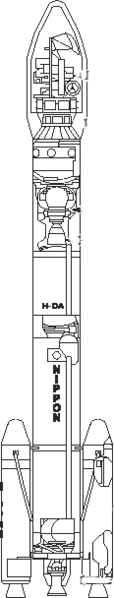
Schemat H-IIA
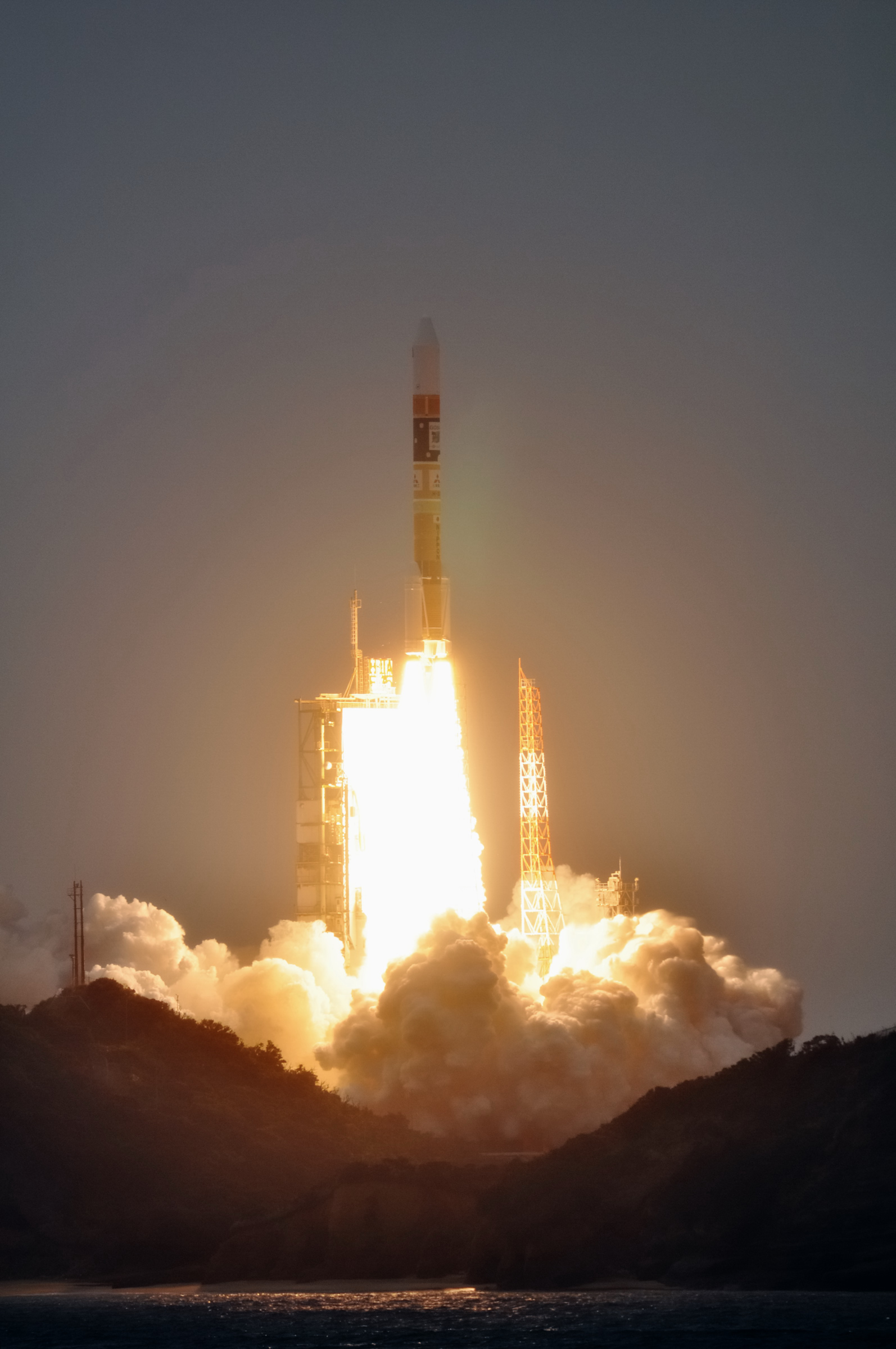
Start H-IIA z satelitą Ibuki
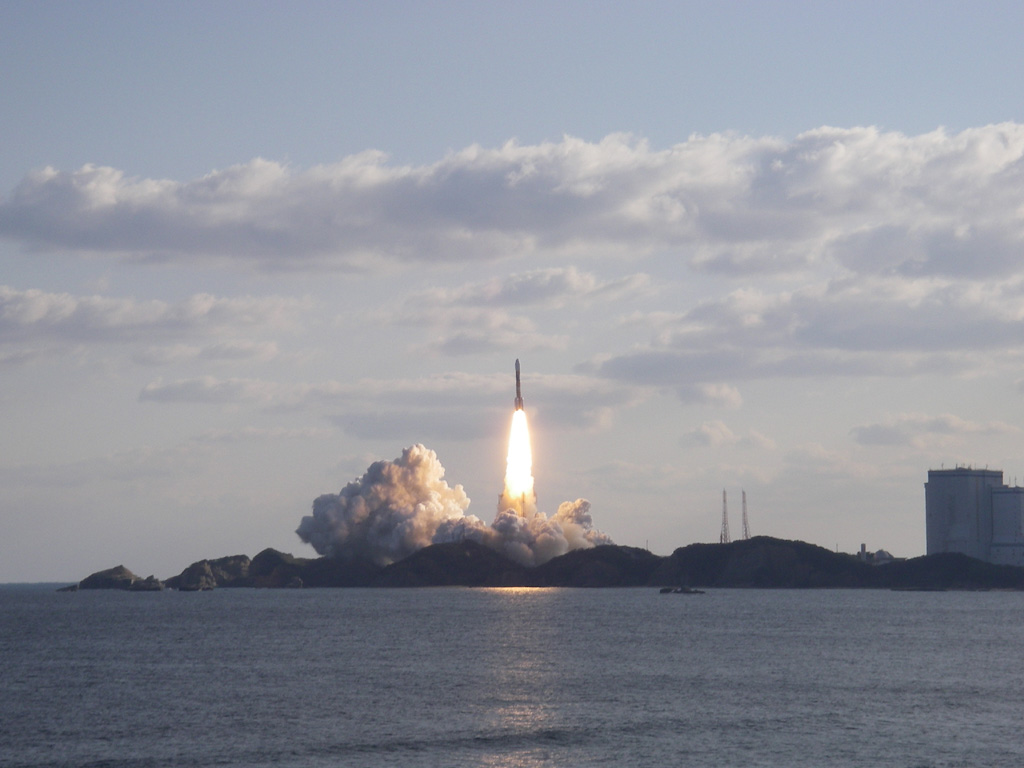
Start H-IIA z satelitą technologicznym Kiku 8 (ETS- 8, 18 grudnia 2006)